# Charles Mazelin
Charles Mazelin, né Charles Firmin Mazelin le 14 février 1882 à Elbeuf et mort le 21 août 1968 dans le 15e arrondissement de Paris, est un dessinateur et graveur de timbre français.

## Biographie
En 1897 il intègre l'École nationale supérieure des arts décoratifs de Paris puis l'année suivante l'École nationale supérieure des beaux-arts de Paris où il travaille dans les ateliers de Jules Jacquet pour la gravure et de Comont pour la peinture.
Il reçoit le Prix Stigman et deux Prix de Rome en 1906 et en 1908  ce qui lui vaut de séjourner à la Villa Médicis à Rome..
Mobilisé et blessé à Verdun, il peint durant sa convalescence un album d'eaux-fortes intitulé : Front de Somme. En 1939 il grave son premier timbre-poste, à l'instigation de son ami graveur Jules Piel. Il élabora quatorze poinçons de juin 1940 à mai 1944 pour le compte du secrétariat général des PPT de Vichy, notamment des portraits du Maréchal Pétain. Il est après Jules Piel (16 poinçons) et devant Pierre Gandon (13 poinçons) le principal dessinateur-graveur de timbres postaux durant l'occupation. La classification thématique de son œuvre se répartit ainsi : 51 % pour la vie politique, 35 % arts & lettres, tourisme, 14 % séries courantes. Après avoir créé plus de 90 timbres en trente ans de carrière il meurt en 1968.

## Œuvres principales
- Timbres-Poste RF : gravure du poète Frédéric Mistral (1941) dessin de Marcel Émile Fabre.
- Timbres État Français  (série Courrier Officiel) : dessin de la francisque (1942), gravure Jules Piel
- Timbres État Français, France ou Postes Françaises : dessin ou dessin et gravure représentant le Maréchal Pétain (1942-1944)
- Timbres République Française : Cérès (1945-1947)
- Timbre RF: gravure et dessin de Rocamadour (1946)
- Timbres République française : gravures de Jean Perrin et de Paul Langevin (1948), à l'occasion du transfert des deux savants au Panthéon
- Timbre République française : gravure de Voltaire (1949) d'après un tableau de Maurice Quentin de la Tour.
- Timbre République Française : gravure de Madame Récamier (1950) (dessin Paul Pierre Lemagny) d'après le tableau du peintre François Gérard. Grand prix de l'art philatélique en 1951.
- Timbre République Française : dessin et gravure d'un escrimeur à l'occasion des Jeux olympiques d'Helsinki de 1952 (1953)
- Timbre République Française : dessin et gravure du Pont Valentré à Cahors (1955)
- Timbre République Française : dessin et gravure du philosophe Auguste Comte  (1957) pour le 100e anniversaire de sa mort
- Timbre Algérie Française: dessin et gravure représentant le fennec (1957) au profit de la Croix-Rouge
- Timbre Algérie Française : dessin et gravure représentant les cigognes sur la ville de Sétif (1957) au profit de la Croix-Rouge
- Timbre République Française : dessin et gravure du siège de l'OTAN pour son 10e anniversaire (1959)
- Timbre République Française : dessin (gravure de Claude Hertenberger) du peintre Edgar Degas (1960)
- Timbre République Malgache, État membre de la Communauté de la Constitution de 1958: dessin et gravure du Pont du Mandrare (414m) à Amboasary-Atsimo(1960)
- Timbre République Française : dessin et gravure du poète Guillaume Apollinaire (1961)
- Timbre République Française : gravure du philosophe Blaise Pascal  (dessin de Roger Schardner)[5] pour le tricentenaire de sa mort (1962)
- Timbre République Française: gravure  (dessin de René Cottet) du compositeur Paul Dukas pour le centenaire de sa naissance (1965)